# コース別管理制度
コース別管理制度（コースべつかんりせいど）は、日本の正社員のコース区分のこと。職種別採用、職務給制度の欧米には存在しない概念である。

## 概要
本制度は1985年前後を機に、大企業を中心に普及していった。
その後、2000年代後半になると業務の多様化等により、コース別管理制度は曖昧になる動きがあるという。

## コース形態の種類
コース形態は、業務内容や転勤の有無等によって区分される。「総合職」「一般職」の区分が有名だが、他にも企業によって様々なものがある。ここでは例示として厚生労働省の『平成16年度　コース別雇用管理制度の実施・指導等状況』ものを示す。
| 区分     | 内容                                                                                   |
| -------- | -------------------------------------------------------------------------------------- |
| 総合職   | 基幹的業務又は企画立案、対外折衝等総合的な判断を要する業務に従事し転居を伴う転勤がある |
| 一般職   | 主に定型的業務に従事し、転居を伴う転勤がない                                           |
| 準総合職 | 総合職に準ずる業務に従事し、一定地域エリア内のみの転勤がある                           |
| 中間職   | 総合職に準ずる業務に従事するが、転居を伴う転勤がない                                   |
| 専門職   | 特殊な分野の業務において専門的業務に従事する                                           |
| 現業職   | 技能分野の業務に従事する                                                               |

出典：『平成16年度　コース別雇用管理制度の実施・指導等状況』（厚生労働省）

## コース転換
「一般職→総合職」、「総合職→一般職」のように、コースを変更することをコース転換と言う。
厚生労働省調査によれば、2004年時点で調査対象の約8割が転換制度を設けている。また、制度を設けている企業で実際に転換事例があった割合は、7割弱となっている。
コース転換制度は、東京都による調査によれば、中小企業は制度がある割合が低い。また、労働組合が無いと制度がある割合が低い。
コース転換に必要な要件については、「上司等の推薦を要件としている」が最も高く、次いで「「年齢又は勤続年数に下限を設定している」となっている（複数回答）。

## 採用状況
新規採用者の総合職、一般職への採用状況は、以下のとおりとなっている。
| 性別 | 2003年    | 2004年    | 2005年 （内定者） |
| ---- | --------- | --------- | ----------------- |
| 男性 | 87.9／2.2 | 88.5／2.2 | 88.0／3.3         |
| 女性 | 12.1／0.4 | 11.5／0.4 | 12.0／0.7         |

注　：採用者に占める割合の値は、総合職採用者に占める、男女の割合。出典では女性のみ記載だったため、表中の男性の値は100から女性割合を減じた。
出典：『平成16年度　コース別雇用管理制度の実施・指導等状況』（厚生労働省）
| 性別 | 2003年 | 2004年 | 2005年 （内定者） |
| ---- | ------ | ------ | ----------------- |
| 男性 | 13.2   | 15.9   | 18.4              |
| 女性 | 86.8   | 84.1   | 81.6              |

注　：値は総合職採用者にしめる、男女の割合。出典では女性のみ記載だったため、表中の男性の値は100から女性割合を減じた。
出典：『平成16年度　コース別雇用管理制度の実施・指導等状況』（厚生労働省）

## 性差別との関係
一般職という人事制度における区分は、制度設立経緯及び構成員の大半が女性であることから、女性差別であるという意見がある。詳細は女性差別を参照されたい。
また近年では労働に関する価値観の多様化から一般職としての勤務を希望する男性も現れているが、一般職＝女性の職種という企業側の考えとのギャップにより、一般職として採用された男性は極めて少なく、この点について男性差別という意見が生じている。